# Агуаскальентес (штат)
Агуаскалье́нтес (исп. Aguascalientes), полное официальное название — Свободный и Суверенный штат Агуаскальентес (исп. Estado Libre y Soberano de Aguascalientes) — штат в центральной части Мексики.

## Этимология
Название Агуаскальентес происходит от двух испанских слов «aguas» и «calientes», что в переводе означает «горячие воды». Так в 1575 году был назван город Агуаскальентес, давший название всему штату, где было много горячих источников.

## География
Площадь штата равна 5615,7 км², что составляет 0,3 % от территории страны. На юге граничит со штатом Халиско, на севере — со штатом Сакатекас.
Штат расположен на плато, питаемое рекой Сан-Педро. Поверхность часто ровная, представляющая плоскую возвышенность со средней высотой около 1600 метров; местами гористая, в особенности в северо-восточной части, где проходят отроги Сьерра-Мадре — Сьерро-дель-Лаурель (гора Лаурель в 3091 м) и Сьерра-дель-Пиналь.
Главные вершины в пределах штата в горах Фрия (3050 м), Серро-ла-Анторча-Сьерра-дель-Лаурель (2760 м), Серро-дель-Мирадор (2700 м), Серро-де-Ла-Калавера (2660 м), Серро-де-Альтамира (2650 м), Серро-де-Сан-Хуан (2530 м), Серро-де-Хуан-эль-Гранде (2500 м), Серро-Эль-Пикачо (2420 м), Серро-де-Лос-Гальос (2340 м). На востоке и юге лежат плодородные долины. Главные реки — Сан-Педро, Кальвильо и Сантьяго. Главные притоки реки Сан-Педро: Морсинике, Чикалоте и Сантьяго. Климат в штате мягкий полу-умеренный, среднегодовые температуры +19° … +22 °C.

## История
Образован в 1853 году из части штата Сакатекас.

### Доиспанский период
Различные археологические находки, такие как наконечники стрел, обломки керамики и остатки пещерной живописи в горах Лаурель, свидетельствуют о присутствии человека в этом регионе уже более 20 000 лет назад. Однако на территории штата не были обнаружены памятники культуры доколумбовой Америки индейцев майя, ацтеков, тольтеков, ольмеков и др.

### Испанский период
Первым европейцем, который прибыл на территорию современного штата, был испанец Педро Альминдес Чирино (исп. Pedro Almíndez Chirino), который вошёл сюда со своим отрядом, по приказу Нуньо Бельтрана де Гусмана (исп. Nuño Beltrán de Guzmán), в конце 1530 — начале 1531 года. Во время продолжавшейся войны с туземцами конкистадоры построили здесь несколько городов для защиты дороги между Сакатекасом и Мехико, обеспечив тем самым безопасную транспортировку серебра и других металлов.
После завоевания испанцы начали безжалостную эксплуатацию туземцев, которые были лишены земли и использовались в качестве рабов на рудниках и на полях. 22 октября 1575 был основан город Вилья де Нуэстра Сеньора де ла Асунсьон де ла Агуаскальентес (исп. Villa de Nuestra Señora de la Asunción de las Aguascalientes), который впоследствии стал столицей и дал имя всему штату. 24 апреля 1789 город стал принадлежать провинции Новой Испании Сакатекас. Первые поселенцы занимались, в основном, сельским хозяйством (выращивали фрукты и виноград), а также обработкой шерсти и ремёслами. На территории Асьентос де Ибарра (Asientos de Ibarra) процветала горная добыча. Благодаря своему выгодному географическому положению (между Сакатекасом и Халиско) Агуаскальентес стал важным торговым центром. В 1767, с роспуском Ордена иезуитов начался период медленного экономического спада, потому что монахи были крупнейшими землевладельцами. В 1780-х не было голода, который привёл бы к снижению численности населения и углублению экономического кризиса. До получения независимости Мексики были инициированы общественные работы, при поддержке Церкви, которые улучшили экономическое положение жителей.

### После завоевания независимости Мексики
Во время войны за независимость, 1810—1821 среди уроженцев Агуаскальентеса, которые внесли немалый вклад в победу, были В. Гомес Фариас (Valentín Gómez Farías), который в период с 1833 по 1847 четыре раза занимал пост президента Мексики, Р. Ириарте (Rafael Iriarte), Р. Васкес (Rafael Vázquez) и П. Парга (Pedro Parga). 9 сентября 1821 местные повстанческие власти арестовали лидеров роялистов и присоединились к общенациональной борьбе за независимость. 1822 год приносит региону период политической нестабильности и хаоса, вызванного непрерывной борьбой за власть между консерваторами — сторонниками централизма и либералами — сторонниками федерального устройства страны.
После победы над либеральным правительством Сакатекаса в восстании против центрального правительства, президент А. Л. де Санта Анна (Antonio López de Santa Anna), в благодарность за содействие в войне с либералами, 23 мая 1835, отделил территорию Агуаскальентеса от штата Сакатекас. Первым губернатором территории стал П. Гарсия Рохас (Pedro García Rojas).
5 февраля 1857 года Агуаскальентесу был предоставлен статус штата со всеми вытекающими из этого правами и обязанностями. Первым губернатором нового штата стал Хосе Мария Лопес де Нава. В ходе Войны за Реформу 1857—1860 годов, среди героев, наряду со многими неизвестными, выделялись уроженцы штата: Хесус Масиас, Мануэль Ранхель, Агустин Оронья, Хосе Мария Арельяно.
В 1863 году, во время французской интервенции, Агуаскальентес был оккупирован французами, которые свергли в стране республику и установили монархию. Новые власти вместо губернаторов здесь стали назначать префектов. После изгнания французов в штате начался период быстрого экономического роста. В период президентства П. Диаса (Porfirio Diaz) в штате начались проводиться экономические реформы и модернизация. Были проведены телеграф, телефон, железные и шоссейные дороги, уличное освещение и другое. Во время мексиканской революции штат стал ареной ожесточённых боевых действий и власть с калейдоскопической частотой переходила из рук в руки.
После революции 1917—1920 годов у власти в штате неизменно находилась право-социалистическая Институционно-Революционная Партия (PRI). Лишь в период с 1998 по 2010, на волне успехов правой оппозиции на федеральном уровне, у власти в Агуаскальентесе находились губернаторы правой консервативной Партии Национального Действия (PAN). Однако в 2010 губернатором штата снова стал кандидат социалистов Карлос Лосано де ла Торре.

## Население
- 1879 год — 140 430 человек.
- 1968 год — 316 000 человек.
- 2000 год — 943 500 человек.
- 2010 год — 1 184 996 человек.
- 2020 год — 1 425 607 человек.

В основном испаноязычные метисы и белые. Основная масса верующих — католики римско-католического обряда.

## Административное деление
В административном отношении делится на 11 муниципалитетов:

## Экономика
Основа экономики — сельское хозяйство (пшеница, кукуруза, фасоль, овощи, фрукты; животноводство). Почва очень плодородна, производит хлебные и бобовые растения высокого качества; в западной части произрастают некоторые тропические плодовые растения. Агуаскальентес славится своими прекрасными винами и фруктами.
Ведётся добыча извести, золота, серебра, олова, меди, а также полиметаллов (цинка и свинца). Ведётся производство цемента. Развита сборка автомобилей.
Штат имеет густую сеть железных и шоссейных дорог. Получил развитие туризм.

## Герб
Герб штата Агуаскальентес был разработан Бернабе Бальестеросом. Гербовой щит трёхчастный. В верхней части, в синем поле изображены ангелы, символизирующие небесного покровителя штата — Божию Матерь Успения, водный источник на раскалённых углях — символ богатства штата горячими целебными источниками и рот под разорванной цепью — символ свободы. В правой части в серебряном поле изображены гроздь винограда и плотина на реке, символизирующие сельское хозяйство. В левой, геральдической части в золотом поле изображена шестерёнка с включенной в неё пчелой, которые символизируют промышленность и трудолюбие народа. На синей кайме щита нанесён латинский девиз: «BONA TERRA, BONA GENS.-AQUA CLARA, CLARUM COELUM», что в переводе означает — «Хорошая земля, хорошие люди, чистая вода, ясное небо». Щит увенчан рыцарским шлемом с закрытым забралом, с синим намётом подбитым серебром и, частично, золотом. Шлем и намёт символизируют основателя города Агуаскальентес — Хуана де Монторо и его сподвижников. Штат Агуаскальентес не имеет официально утверждённого флага. Часто используется белое полотнище с изображением герба в центре.